# Троянов, Николай Иванович
Никола́й Ива́нович Троя́нов (17 апреля 1883 — ?)— российский офицер, Георгиевский кавалер.

## Биография
Из дворян, уроженец Киевской губернии. Окончил курс Киевского реального училища, затем Одессоке пехотное юнкерское училище по 1 разряду. По окончании курса училища в 1906 г. произведен в подпоручики в 311-й пехотный Челябинский полк. На 1 января 1909 года служил в 230-м Ветлужском резервном батальоне, поручик. В 1914 году — штабс-капитан 332-го пехотного Обоянского полка.
За отличия в делах против неприятеля награждён орденом Св. Анны 4 степени с надписью «За храбрость».
"Утверждается пожалование Главнокомандующим армиями фронта, за отличие в делах против неприятеля, по удостоению Местной Георгиевской Кавалерской Думы Орден Св. Георгия 4 ст «за то, что в бою 12.10.1914 г., трижды атаковал своими батальонами сильно укрепленную позицию у д. Садковицы, защищаемую противником в значительно превосходных силах, при чем после третьей атаки выбил противника и окончательно утвердился на захваченной позиции, чем обеспечил успех боя» ВП 23.04.1915г
В августе 1915 года после ранения (болезни?) находился в Киеве.

## Награды
- орден Святой Анны 4 степени с надписью «За храбрость»
- Орден Святого Георгия 4 степени (1915)[1]